# Korperal Storm
Korperal Storm är en dikt av Gustaf Fröding ur diktsamlingen Nya dikter från 1894. Dikten ingår tillsammans med till exempel Balen, Bergslagstroll och Tre trallande jäntor i diktsamlingens inledande avdelning "Från Värmland". I diktens första strof beskrivs hur stilig den unge korpralen Storm var, i Värmlands regementes blå uniform. I den andra strofen får vi höra hur den hårdföre korpralen sätta sig i respekt hos både rekryter och överordnade, när han deltog i exercisen på regementets övningsplats Trossnäs utanför Karlstad. I den tredje och avslutande strofen beskrivs den åldrade korpral Storm, som nu är "kommen på kneken". Uniformen är sliten och undanlagd. Den gamle knekten är nu en gammal och sliten skomakare, "bekig av beken och krokig och svag i knäveken". 

## Tolkning
Till sitt yttre är dikten en ett stycke folklivsskildring från 1800-talets Värmland. Litteraturprofessorn och Frödingbiografen Henry Olsson räknar den till de Frödingdikter som skildrar tidigare fruktade och respekterade män, som mist sin ställning. Fröding själv skriver, i en kommentar från 1903, att den skrev som "en grotesk karikatyr på storsvenskeriet med Sveriges stormaktsvälde i bakgrunden och den mera beskedliga moderna svenskheten i förgrunden."

## Språk
Dikten innehåller många så kallade hypersvecismer, som bland annat uppstår när man försöker tvätta sitt språk från dialektala inslag. Eftersom berättaren i dikten vet att det dialektala ordet "lär" heter "läder" på rikssvenska, ombildas flera ord efter samma mönster, i ett misslyckat försök att tala mer korrekt. "Revär" blir "reväder", "gevär" blir "geväder" och så vidare. Detta stildrag delar dikten med Farväll ur Guitarr och dragharmonika. Dessa två dikter har också en mycket tydlig koppling. När "Korperal Storm" första gången publicerades, i Karlstads-Tidningen 21 januari 1893, var den undertecknad "J. E. Johanson, Författer", som Fröding själv pekar ut som den "Mister Johansson" som är huvudpersonen i dikten "Farväll".

## Inspiration och förebilder
Frödings vän Mauritz Hellberg berättar i sin bok Frödingsminnen (1925) att systern Cecilia Fröding såg två tänkbara förebilder till korpralen. Den unge korpralen har likheter med en korpral Stolt på Bymon, på vägen mellan syskonen Frödings barndomshem Byn och farmoderns änkesäte Gunnerud i Alsterdalen utanför Karlstad. Samme korpral Stolt pekas av Ingvald Rosenblad ut som far till verklighetens Lelle Karl-Johan. Soldaten Stolt och hans familj figurerar även i en dikt, som ursprungligen ingick i diktsviten Strövtåg i hembygden, men som inte togs med i den slutgiltiga versionen i diktsamlingen Stänk och flikar.
Den åldrade korpralen kan ha lånat drag från en kringvandrande skräddare från trakten, "Skräddar-Erik". Diktens korpral försörjer sig som skomakare efter den  militära karriären.
Fröding konstaterar själv att det finns en "Jägar Storm" i en dikt av F. A. Dahlgrens dikt Körkstöten. Denne har dock inte mer gemensamt med Frödings karaktär än efternamnet.

## Tonsättningar
Korperal Storm finns tonsatt av:
- Berens, Herman j:r
- Danne, J.F.O.
- Scholander, Sven

## Övrigt
Dikten har gett namn åt gatan Korperal Storms väg i stadsdelen Kronoparken i Karlstad.